# Лія Шемтов
Лія Шемтов (івр. ליה שמטוב‎; нар. 25 травня 1958, Чернівці, Україна) — ізраїльська політик і член Кнесету від партії «Наш дім — Ізраїль» у період між 2006 і 2013.
Шемтов вивчала електроніку в Чернівецькому університеті, перш ніж репатріюватись до Ізраїлю у 1980 році. Між 1990 і 2003 вона працювала у компанії «Амідар», у 1998 році була обрана до міської ради Назарет-Ілліт, а у 2003 році стала його віце-мером.